# Hexatoma perproducta
Hexatoma perproducta là một loài ruồi trong họ Limoniidae. Chúng phân bố ở miền Cổ bắc.